# Барбара, Этьен
Этьен Барбара (мальт. Etienne Barbara; 10 июня 1982, Пьета, Мальта) — мальтийский футболист нападающий.

## Биография
Барбара начал играть с молодёжной командой «Корми». В июле 1999 подписал договор с клубом мальтийской премьер-лиги «Флориана». В начале карьеры играл в обороне. В январе 2003 он перешёл в «Марсашлокк». В июле 2004 перешёл в «Биркиркару». Летом 2007 перешёл в «Слиму Уондерерс». Позже переехал в клуб регионаллиги в ФК «Ферль».
Выступал за юношеские сборные Мальты до 17 и до 19 лет, а также за молодёжную сборную до 21 года. За сборную Мальты сыграл 29 игр и забил 3 мяча.

## Достижения
- Обладатель Кубка Мальты (1): 2003/04